# Minneapolis Grain Exchange
Le Minneapolis Grain Exchange est un marché à terme créé en 1881 dans le Minnesota pour permettre aux opérateurs de la filière céréales, cultivateurs, industriels et négociants, d'anticiper sur l'évolution des cours du blé dur d'hiver, adapté au climat d'une grand région productrice qui se dessine alors, celle des Grands Lacs canado-américains. Le "MGE" est le premier des marchés à terme à avoir mis en place des systèmes de compensation et de règlement-livraison automatisés, dix ans seulement après sa création.

## Histoire

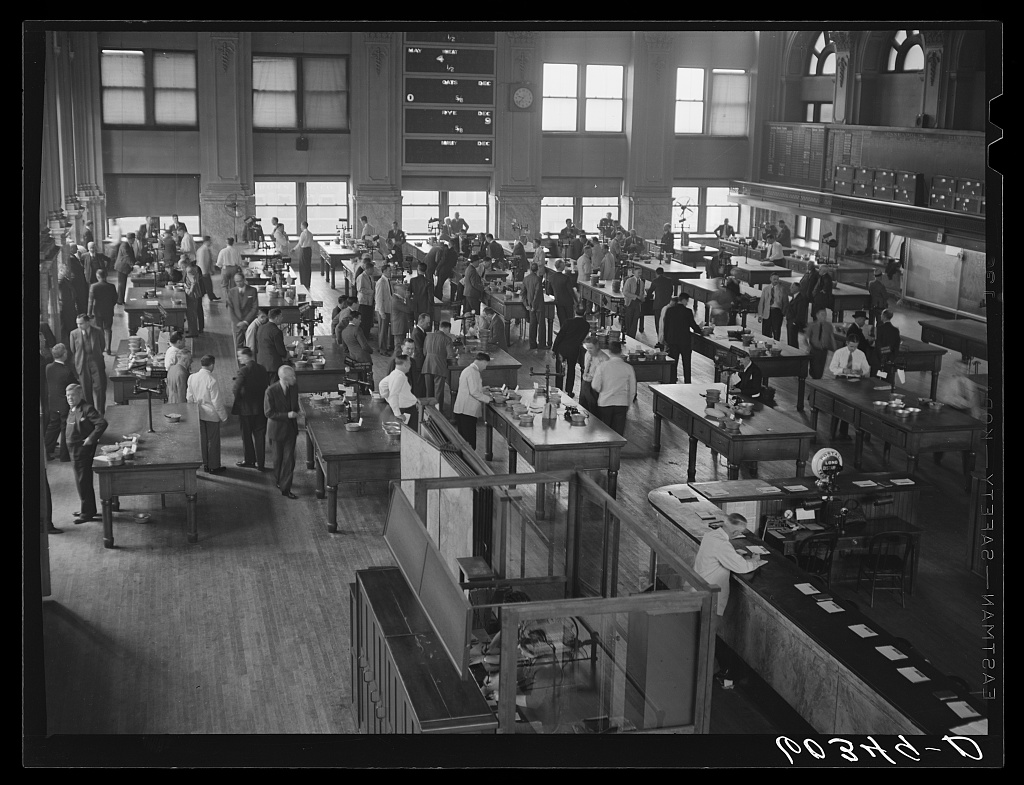
Le marché à terme de Minneapolis en 1939

Le Minneapolis Grain Exchange a été créé à l'automne 1881 par 21 hommes d'affaires, sous l'administration de la Chambre de commerce, fondée la même année, alors que la ville de Minneapolis dépasse pour la première fois Saint-Louis pour le tonnage de farine produite.
Les premières années, il s'agit surtout d'un marché sur le comptant, pour fixer les prix des achats immédiats. Deux ans plus tard fut lancé le premier contrat "future" sur le blé dur rouge de printemps, dont le produit sous-jacent est un blé de grande qualité pour la minoterie, qui est adapté aux climats et aux sols des Grandes Plaines du Dakota du Nord et aux prairies canadiennes de l'ouest, en particulier dans la Saskatchewan, même si son volume de production est tributaire des conditions météorologiques, rendant l'équilibre entre l'offre et la demande difficile à prévoir. Depuis quelques décennies, les immigrants scandinaves, russes et ukrainiens du pourtour des Grands Lacs tentent d'y faire pousser des "blés durs", d'hiver et de printemps, venus d'Ukraine et de Russie, plus résistants aux rudes hivers.
En 1900, la ville de Minneapolis était la capitale mondiale du blé. Cadwallader Washburn a en particulier créé en 1866 à Minneapolis, sur les rives du Mississippi, un moulin qui deviendra la multinationale General Mills, tandis qu'en 1869, Charles Pillsbury prend des parts dans un autre moulin de Minneapolis, apposant quatre « X » sur ses sacs de farine, pour souligner leur qualité. Sa société deviendra un autre géant mondial du grain, la Pillsbury Company.
Les marchés de "futures" manquaient encore, au milieu des années 1870 de dispositifs de compensation et de règlement-livraison, qui n'ont commencé à être expérimentés qu'au milieu des années 1880, le Chicago Board of Trade ne mettant en place qu'un système encore partiel en 1884. Sept ans plus tard, le Minneapolis Grain Exchange sera le premier des marché à terme à créer un système de compensation et de règlement-livraison automatisé. Chicago, pour sa part, ne mettra en place un système complet qu'en 1925.
La production de blé à l'ouest du Mississippi assure 65 % de l'offre américaine en 1899 et 90 % dès 1909. Les géants du rail basés sur les ports du lac Michigan pour desservir tout le nord-ouest et le pourtour des Grands Lacs, captent le commerce qui transitait auparavant le long du Mississippi, via Saint-Louis (Missouri). Le complexe agro-alimentaire du lac Michigan a bénéficié aussi d'une concentration de la production de maïs dans un groupe de nouveaux États (Iowa, Kansas, Minnesota, Missouri, Nebraska, Dakota du Nord et du Sud) qui en 1899 produisaient 40 % du maïs américain.
Dans la première moitié du XXe siècle, le Minneapolis Grain Exchange se libère de l'emprise des minotiers, qui subissent un déclin prononcé. Il conserve un fort niveau d'activité malgré leur ruine partielle. En 1946, la Chambre de commerce de Minneapolis a pris son autonomie pour se consacrer à ses missions civiques et sociales et en 1947, le marché à terme est devenu une structure autonome qui a pris son nom actuel. Un bâtiment de la ville a été érigé en 1884 pour accueillir ce marché à terme et il a dû être transféré dans un autre bâtiment construit entre 1900 et 1902, en raison de la croissance du volume d'activité.
En 2008, le Minneapolis Grain Exchange a mis fin à ses opérations à la criée, pour les poursuivre via une plate-forme électronique. Le contrat "future" sur le blé dur rouge de printemps est resté son produit vedette.